# Anastatus blattidifurax
Anastatus blattidifurax är en stekelart som beskrevs av Girault 1915. Anastatus blattidifurax ingår i släktet Anastatus och familjen hoppglanssteklar. Inga underarter finns listade i Catalogue of Life.